# Ludwik XII
Ludwik XII, fr. Louis XII le Père du Peuple (ur. 27 czerwca 1462 w Château de Blois, zm. 1 stycznia 1515 w Paryżu) – książę Orleanu, później w latach 1498–1515 król Francji. Był wnukiem księcia Ludwika Orleańskiego (synem Karola Orleańskiego) i prawnukiem Karola V, z dynastii Walezjuszów.

## Panowanie
Ludwik XII, panujący we Francji po swym dalekim krewnym Karolu VIII, kontynuował zaborcze wojny na Półwyspie Apenińskim. W 1499 roku podbił Księstwo Mediolanu; w lutym 1500 roku władzę w Mediolanie odzyskał jego dotychczasowy władca, Ludwik Sforza, lecz w kwietniu tego samego roku wojska francuskie odbiły Księstwo, biorąc Sforzę do niewoli. W 1501 roku wojska Ludwika XII wspólnie z wojskami hiszpańskimi zaatakowały Królestwo Neapolu, zajmując północną część Królestwa z samym Neapolem. Jednak w 1502 roku wybuchła wojna francusko-hiszpańska o panowanie nad Królestwem Neapolu; w 1503 roku Hiszpanie pobili Francuzów w bitwie pod Cerignolą, zajęli Neapol i w grudniu rozbili francuską odsiecz Gaety pod Garigliano; po tych klęskach Ludwik XII zmuszony został zawrzeć rozejm z Hiszpanią, pozostawiając pod jej kontrolą Królestwo Neapolu. W 1507 roku Francuzi zdobyli występującą przeciwko ich dominacji w północnych Włoszech Genuę, a w 1509 pokonali wojska Wenecji pod Agnadello i opanowali posiadłości Republiki Weneckiej na zachód od rzeki Mincio; w 1512 wojska francuskie odniosły zwycięstwo pod Rawenną nad wojskami hiszpańskimi i papieskimi. W tym samym roku zostały jednakże wyparte z Włoch przez armie nowej Świętej Ligi, zawiązanej przez papieża, Wenecję, kantony szwajcarskie, Hiszpanię i Anglię. W 1513 roku wojska francuskie próbujące odzyskać Księstwo Mediolanu poniosły klęskę w starciu ze Szwajcarami pod Novarą.

## Małżeństwo i potomstwo
Ludwik XII był trzykrotnie żonaty: z Joanną Francuską (córką Ludwika XI), Anną Bretońską (wcześniej żoną Karola VIII) i Marią Tudor, siostrą króla Anglii Henryka VIII. Nie doczekał się jednak męskich potomków. Wieku dorosłego dożyły jedynie dwie córki z Anną Bretońską:
- Klaudia Walezjuszka – (1499–1524), żona Franciszka I (1494–1547) – kuzyna Ludwika XII, który po jego śmierci w 1515, został jego następcą na tronie Francji.
- Renata Walezjuszka – (1510–1574), żona księcia Ferrary i Modeny Herkulesa II d’Este